# Plane Driven PD

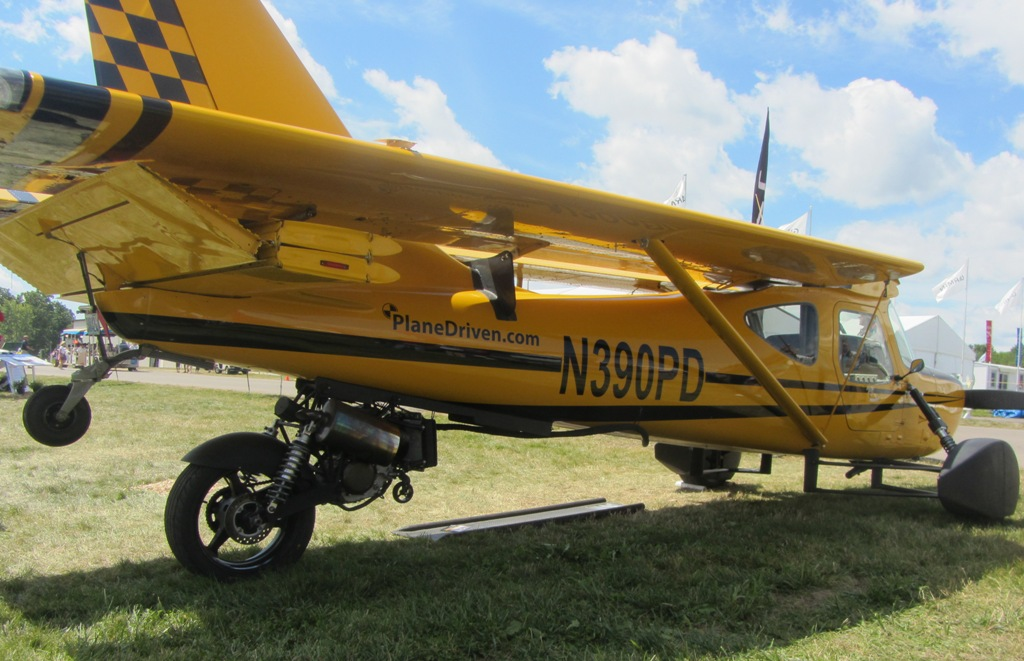
Flugauto Plane Driven PD-2, 2013, eine modifizierte Glasair Sportsman 2+2

Die Kleinflugzeuge Plane Driven PD-1 und PD-2 sind Modifikationen einer Glasair Sportsman 2+2, die schnell in ein Flugauto konvertiert werden können.
Der neuartige Ansatz besteht darin, ein normales Flugzeug mit einem modifizierten Fahrwerk, "pod" genannt, auszustatten. Dieses enthält einen separaten Motor für den Straßenantrieb.
Die Flügel des PD werden entlang seiner Seiten eingefaltet, das Flugzeugfahrwerk und das zusätzliche Fahrwerk bilden zusammen eine Dreipunktantriebskonfiguration. Auf Grund der nach hinten gefalteten Flügel entsteht eine rückwärtige Schwerpunktlage, die für eine stabile Straßenlage sorgt.
Mit drei Rädern erhält dieses Flugauto außerdem leichter eine Straßenzulassung, da es hier als Motorrad bzw. als Trike gilt.